# Jamb
Jamb (gr. ἴαμβος – íambos) w metryce iloczasowej to stopa metryczna złożona z dwóch sylab –   krótkiej i długiej, o postaci: 
W wierszach polskich odpowiednikiem jest sekwencja dwóch sylab: nieakcentowanej i akcentowanej. W języku polskim bardzo niewiele wyrazów to naturalne jamby (np. aha), więc stopa ta jest zwykle tworzona jako zestrój z proklityką (np. do snu) lub dzięki odpowiedniemu łączeniu wyrazów w szyku zdania, jak w pierwszym wersie  Monachomachii Krasickiego:
Nie wszystko złoto, co się świeci z góry.
Przeciwny do jambu układ sylab ma trochej.
Rytm wierszy jambicznych jest bardziej wyrazisty, gdy na parzystych sylabach wersu stoją jednozgłoskowe wyrazy akcentowane. Jedne z najlepszych wierszy jambicznych w literaturze polskiej wyszły spod pióra Adama Asnyka (Dałam ci moc, Daremne żale, Ta łza, Ulewa).
Na szczytach Tatr, na szczytach Tatr,
Na sinej ich krawędzi,
Króluje w mgłach świszczący wiatr
I ciemne chmury pędzi.
(Ulewa)
Najkrótszym formatem wiersza jambicznego stosowanym w praktyce jest w wersyfikacji polskiej dwustopowiec męski (sSsS), a najdłuższym ośmiostopowiec żeński (sSsSsSsS||sSsSsSsSs), użyty między innymi w Dziewczynie Bolesława Leśmiana).
Najpopularniejszym rozmiarem jest czterostopowiec. Siedmiostopowiec trafia się w przekładach z wiersza nowogreckiego.